# Листи мертвої людини
«Листи мертвої людини» (рос. «Письма мертвого человека») — російський радянський художній фільм, перший повнометражний фільм Костянтина Лопушанського (1986). Відбиває популярну в роки «холодної війни» теорію ядерної зими.
Фільм став одним з помітних кінофестивальних подій 1986–1987 рр., Отримав ряд нагород: Гран-прі МКФ у Варні та Мангеймі, Приз за режисуру МКФ в Мадриді, Приз журі ВКФ у Тбілісі. Отримав Державну премію і зіграв головного героя Ларсена Ролан Биков.

## Сюжет
Через помилку комп'ютера відбувся запуск ракети з ядерною боєголовкою, що призвів до ядерної війни. Після її завершення світ спустошений. Події розгортаються у зруйнованому місті, що потерпає від наслідків катастрофи.
Вчений, лауреат Нобелівської премії, Ларсен переховується в підвалі музею з групою вцілілих. Його дружина має хворобу, спричинену впливом радіації. Співробітники музею мають різні погляди на насталу ситуацію, намагаючись осмислити причини війни й подальшу долю людства. Частина цілком розчарована в людині та прогресі, решта ж переконані, що світ вдасться відбудувати, або принаймні на заміну людям прийдуть якісь інші істоти. Ларсен час від часу здійснює вилазки на поверхню, щоб взяти з медичного бункера ліки для дружини.
Ларсен схиляється до думки, що його наукові досягнення не призвели до загибелі цивілізації, а війна є лише етапом розвитку людства. З допомогою збережених приладів він намагається зрозуміти чи тривають ще десь бойові дії. Ларсен намагається створити математичну формулу, що пояснила б трагедію, та врешті приходить до висновку про неприродність війни.
Паралельно Ларсен пише листи своєму синові Еріку, хоча не впевнений чи той ще живий. У листах він виправдовує існування людини. Тим часом вцілілі жителі міста готуються до переселення в підземний бункер, де будуть змушені прожити десятки років.
У бункері, однак, не виявляється місця для дітей з притулку при храмі, який очолював знайомий Ларсена. Лікар стверджує, що діти безнадійно хворі, тому немає сенсу їх рятувати. Ларсен відмовляється лишатися в бункері, та покинути його вже не може. Проте, він знаходить вихід, яким на поверхню вивозять померлих.
Ларсен відводить дітей до свого сховку в музеї, де вони святкують Різдво. Незабаром Ларсен помирає, а діти виходять з підземелля на поверхню, перетворену в пустку.

## Ролі
- Ролан Биков — професор Ларсен
- Вацлав Дворжецький — Пастор
- Віра Майорова — Анна
- Вадим Лобанов
- Віктор Михайлов
- Світлана Смирнова — Тереза
- Володимир Бессекерних
- В'ячеслав Васильєв — лікар-дозиметрист

## Виробництво
Сценарій фільму спочатку був довшим, з великою кількістю епізодів і героїв, але режисер-дебютант в процесі зйомок багато викинув і до кінця абсолютно заплутався в матеріалі (його було знято дуже багато, на 2 серії по півтори години мінімум), тому остаточний монтаж фільму довірили Семену Арановичу і Олексію Герману.
Художниками-постановниками фільму були Віктор Іванов і Олена Амшинська.
Роль Бикова озвучив Зіновій Гердт, що викликало крайнє невдоволення першого. Биков навіть мав намір подати в суд на знімальну групу, але потім передумав, домігшись того, що змонтована роль була ним знову переозвучена.

## Резонанс
Вихід картини практично збігся з Чорнобильською аварією, тому для свого часу картина була дуже гострою і шокуючою. Як і раніше тривала і «холодна війна», заснована на перегонах ядерних озброєнь.

### Нагороди
- 1986
  - Гран-прі, Приз FIPRESCI на МКФ в Мангеймі (Німеччина);
  - Спеціальний приз журі на МКФ в Трої;

- 1987
  - Головний приз на МКФ у Варні;
  - Приз Французької федерації кіноклубів на Каннському міжнародному кінофестивалі;
  - Державна премія РРФСР ім. братів Васильєвих;
  - Приз за режисуру на 8-му МКФ експериментальних фільмів в Мадриді;
  - Спеціальний приз журі ВКФ у Тбілісі;